# Alex Partridge
Alexander Matthew "Alex" Partridge (født 25. januar 1981 i San Francisco, Californien, USA) er en britisk tidligere roer, dobbelt olympisk medaljevinder og tredobbelt verdensmester.
Partridge vandt sølv for Storbritannien ved OL 2008 i Beijing i disciplinen otter. Fire år senere, ved OL 2012 var han igen med i båden, der denne gang vandt en bronzemedalje. Det var de to eneste udgaver af OL han deltog i.
Partridge vandt desuden tre VM-guldmedaljer i firer uden styrmand, i henholdsvis 2005, 2006 og 2009.

## OL-medaljer
- 2008:  Sølv i otter
- 2012:  Bronze i otter